# Magdalena Forsberg
Magdalena "Magda" Forsberg (rođena kao : Magdalena Wallin, Ullånger, Švedska, 25. srpnja 1967.) je umirovljena švedska skijaška trkačica i biatlonka.

## Skijaško trčanje
Forsberg se natjecala u skijaškom trčanju od 1988. do 1996. godine. Njezini najbolji rezultati na Zimskim olimpijskim igrama u Albertvilleu 1992. godine su   sedmo mjesto u štafeti 4×5 km i 26. na 15 km.
Na Svjetskom skijaškom prvenstvu najbolji rezultat je imala u Lahtiju 1989. godine kada je bila je deseta na 30 km. Godine 1987. je bila u švedskoj momčadi koja je završila na trećem mjestu u štafeti 4x5 km. Njezin najbolji rezultat u Svjetskom kupu je drugo mjesto u utrci na 10 km u Finskoj 1988. godine.

## Biatlon
U biatlonu se natjecala od 1993. do 2002. godine. Osvojila je šest uzastopnih pobjeda u ukupnom poretku Svjetskog skijaškog kupu u razdoblju od 1997. do 2002. godine. Ona je također osvojila šest zlatnih medalja na Svjetskom prvenstvu, jednom je bila drugoplasirana, te pet puta trećeplasirana. Na Zimskim olimpijskim igrama 2002. godine u  Salt Lake Cityju, Forsberg je osvojila dvije brončane medalje. U karijeri je ostvarila ukupno 42 pojedinačne pobjede u Svjetskom kupu u biatlonu, što je više od bilo koje druge biatlonke do danas.
Nakon sezone 2001. – 2002. prestala se aktivno bavit sportom. Nakon što je bila u mirovini četiri godine napravila je privremeni povratak u travnju 2006. zbog gubitka oklade. Tijekom velikog dijela karijere, Forsberg je trenirao Wolfgang Pichler, koji je kasnije preuzeo dužnost izbornika švedske nacionalne biatlonske momčadi.

## Vanjske poveznice
Magdalena Forsberg na stranicama FIS-a  Arhivirana inačica izvorne stranice od 14. studenoga 2012. (Wayback Machine)